# Девез (коммуна)
Деве́з (фр. Devèze, окс. Devesa) — коммуна во Франции, находится в регионе Юг — Пиренеи. Департамент — Верхние Пиренеи. Входит в состав кантона Кастельно-Маньоак. Округ коммуны — Тарб.
Код INSEE коммуны — 65155.

## География

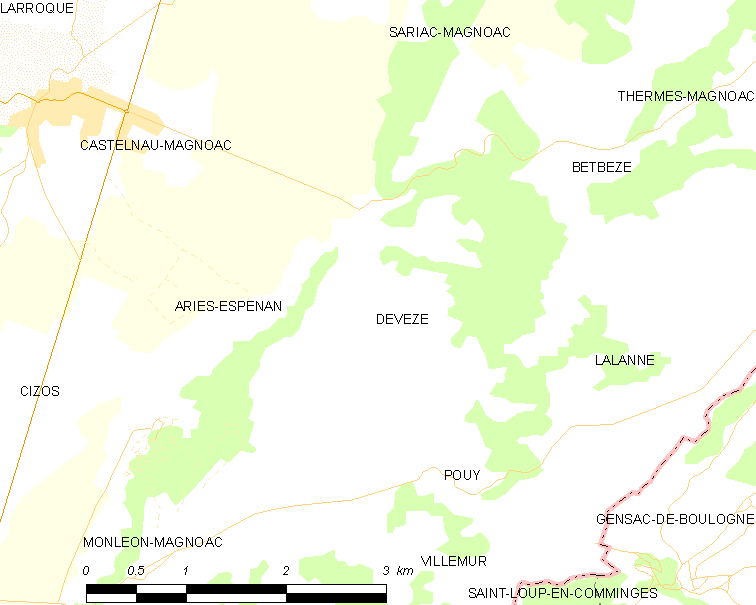
Карта коммуны

Коммуна расположена приблизительно в 640 км к югу от Парижа, в 85 км юго-западнее Тулузы, в 39 км к востоку от Тарба.
По территории коммуны протекает река Сье.

## Климат
Климат умеренно-океанический с солнечной тёплой погодой и обильными осадками на протяжении практически всего года.

## Население
Население коммуны на 2010 год составляло 60 человек.
| 1962 | 1968 | 1975 | 1982 | 1990 | 1999 | 2010 |
| ---- | ---- | ---- | ---- | ---- | ---- | ---- |
| 80   | 72   | 59   | 53   | 62   | 51   | 60   |

## Администрация
| Период | Период | Фамилия       | Партия | Примечания |
| ------ | ------ | ------------- | ------ | ---------- |
| 2001   | 2020   | Жан-Пьер Адер |        |            |

## Экономика
В 2010 году среди 29 человек трудоспособного возраста (15-64 лет) 20 были экономически активными, 9 — неактивными (показатель активности — 69,0 %, в 1999 году было 69,7 %). Из 20 активных жителей работали 19 человек (10 мужчин и 9 женщин), безработной была 1 женщина. Среди 9 неактивных 0 человек были учениками или студентами, 7 — пенсионерами, 2 были неактивными по другим причинам.